# عنصر تقليدي
| عناصر أرسطو وصفاتها                   |
| عناصر أمبادوقليس نار · هواء ماء · أرض |

العنصر التقليدي (باللاتينية: Elementa alchemica) : لقد استخدمت عدة من الفلسفات القديمة مجموعة من العناصر التقليدية لشرح الأنماط في الطبيعة. كلمة «عنصر» في هذا السياق تشير إما إلى حالة المادة أو طورها (كما في الفلسفة الصينية الأطوار الخمسة)، بدلا من العناصر الكيميائية في العلوم الحديثة .

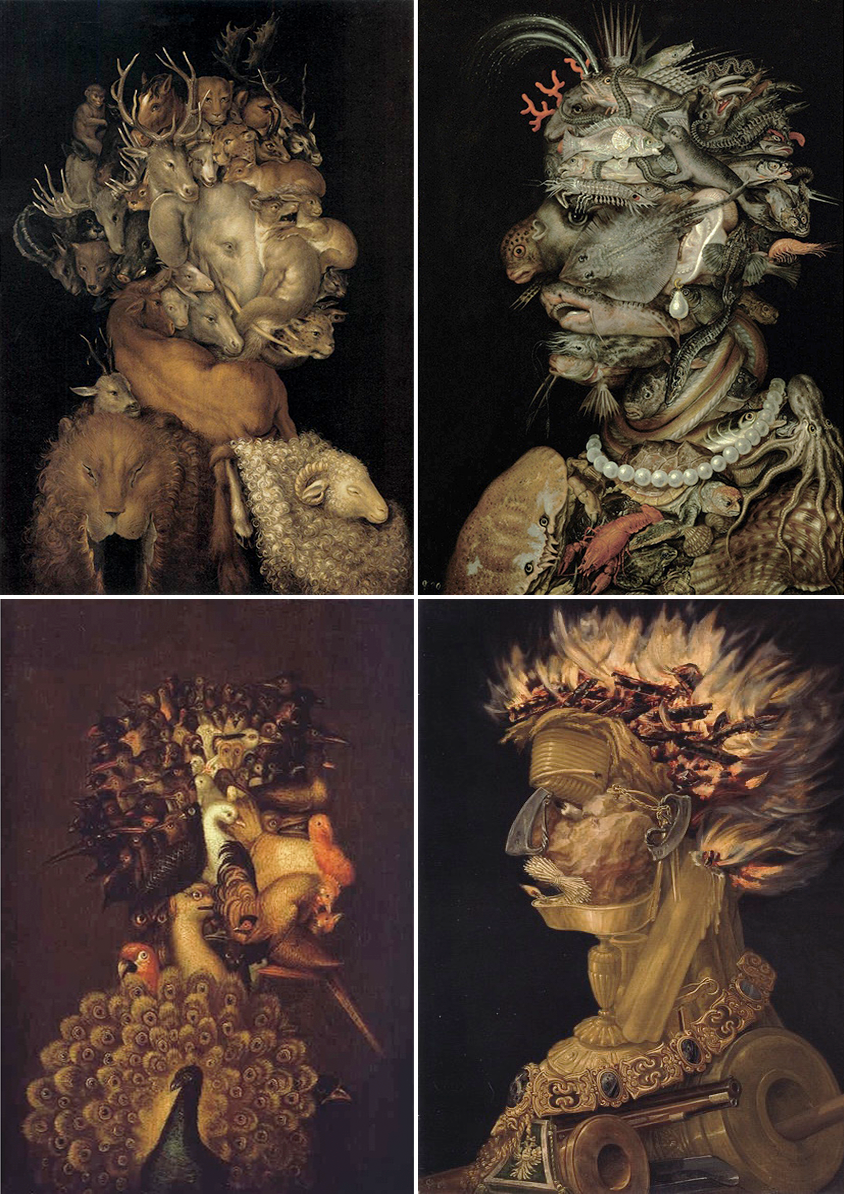
العناصر الأربعة سلسلة من اللوحات التي رسمها فنان عصر النهضة الأيطالي جوزيبي أرسيمبولدو عام 1566

العناصر التقليدية اليونانية (الأرض، والماء، والهواء، والنار، والأثير (باللاتينية: Aether) تعود إلى فترة ما قبل سقراط واستمرت طوال العصور الوسطى إلى عصر النهضة، وأثرت بالغ التأثير في الفكر والثقافة الأوروبية.
وقد كان في الهندوسية واليابانية أيضًا نفس العناصر الخمسة، وهي : الحالات الأربع للمادة، بالإضافة إلى العنصر الخامس لوصف ما وراء العالم المادي (اللامادة). وقد وجد المفهوم عينه في الهند والصين، حيث تشكل أساس التحليل في كل من الهندوسية والبوذية، ولا سيما في سياق الباطنية الخفية.
ويمكن اعتبار الجدول الدوري للعناصر ومفهوم الاحتراق (النار) وهو تسلسل لهذه الأفكار والفلسفات القديمة.
وعلى النقيض فقد كانت هناك عناصر مختلفة في الفلسفة الصينية، وهي : النار، والأرض، والماء، والمعادن، والخشب، التي تفهم على أنها أنواع مختلفة من الطاقة في حالة تفاعل مستمر وتنصهر مع بعضها البعض، بدلا من المفهوم الغربي للأنواع المختلفة من المادة.